# 天竜二俣駅
天竜二俣駅（てんりゅうふたまたえき）は、静岡県浜松市天竜区二俣町阿蔵にある、天竜浜名湖鉄道天竜浜名湖線の駅である。天竜浜名湖鉄道の本社も設けられており、天竜浜名湖線の中心的な駅となっている。

## 歴史
開業を機に天竜川の筏（木材流送用）を引き入れるため貯木場が建設された。そして引込線を設け木材の貨物輸送を行っていた。
なお、1930 - 1935年にはこの駅からやや離れた二俣本町駅寄りの場所に、光明電気鉄道の二俣口駅が置かれていた。現在もプラットホームの跡が残されている。また同駅より北寄りに離れた場所には、同駅を起点とする予定であった佐久間線（未成線）のトンネルが残されているが、入口は封鎖されている。

### 年表
- 1940年（昭和15年）6月1日：国有鉄道二俣線遠江森駅 - 金指駅間の開通時に[3]、遠江二俣駅（とおとうみふたまたえき）として開業（一般駅）[1]。同時に遠江二俣機関区を開設。
- 1958年（昭和33年）11月1日：遠州鉄道の気動車が西鹿島駅から当駅まで乗り入れ。
- 1966年（昭和41年）10月1日：遠州鉄道の気動車乗り入れ廃止。
- 1982年（昭和57年）11月1日：貨物の取扱を廃止（旅客駅となる）[4]。二俣線の駅で最後まで貨物の取扱を行っていた。
- 1984年（昭和59年）2月1日：荷物扱い廃止[1]。
- 1987年（昭和62年）3月15日：二俣線が第三セクター鉄道に転換され、天竜浜名湖鉄道の駅となる[1][3]。同時に天竜二俣駅に改称[1]。
- 1998年（平成10年）12月11日：機関車転車台、機関車扇形車庫、運転区事務室、運転区浴場、運転区休憩所が登録有形文化財として登録される（官報での告示は12月25日）。
- 2011年（平成23年）1月26日：本屋、上り上屋およびプラットホーム、下り上屋およびプラットホーム、敷地内の揚水機室、高架貯水槽が登録有形文化財として登録される[5][6]。
- 2021年（令和3年）
  - 3月：アニメ映画『シン・エヴァンゲリオン劇場版』公開。登場する「第3村」が当駅をモデルにしており、聖地巡礼で来訪するファンが増えたほか、天竜浜名湖鉄道などによるツアーやグッズ販売などのコラボレーション企画が始まる[7][8][9]。
  - 8月1日 - 9月26日：駅名看板の表記を期間限定で「第3村」に変更[9][10][11]。
  - 11月17日 - 2022年（令和4年）1月31日：再度、駅名看板の表記を期間限定で「第3村」に変更[9][12]。
- 2023年（令和5年）
  - 3月19日、NHK大河ドラマ『どうする家康』の放送を機に、副駅名を「どうして！？信康」とする[13]。副駅名看板の設置は12月末までの予定[13]。

## 駅構造
2面3線のホームを有する地上駅であり、直営駅で、開業当時からの瓦葺き木造の駅舎がある。
駅舎よりの1番線は上り列車専用、2番線は下り列車専用、3番線は主に下り列車が使用するが、上り方にも出発信号機があるため、上下両方向の列車が入線可能な配線となっている。以前は駅舎の東側に1面1線の貨物ホームが設置されていたが、1982年に使用停止となり撤去された。また構内には長い有効長を持つ広い留置線があったが、国鉄時代の貨物輸送廃止や第三セクター移管などによって遊休地となっていたため、車両の留置に必要な部分を残して住宅地として売却されている。
改札外で売店・みやげ物屋「てんはまや」とラーメン屋「ホームラン軒」が営業している。てんはまやでは天竜浜名湖鉄道のオリジナルグッズや各種コラボレーショングッズの販売もしている。
駅構内で足こぎミニトロッコ（数十メートル乗って走れる）、腕木式信号機やタブレットキャッチャーなどを展示している。

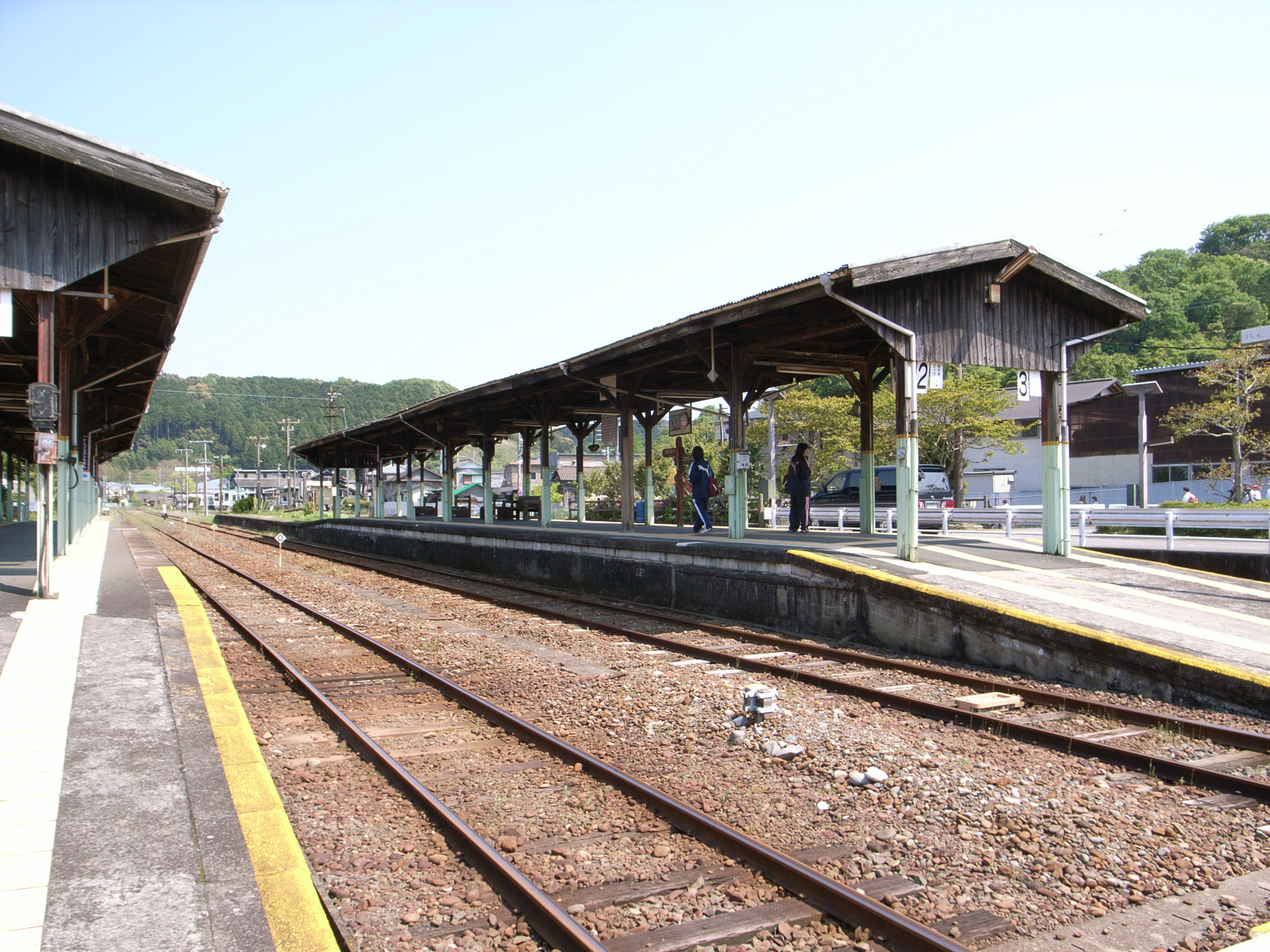
ホーム
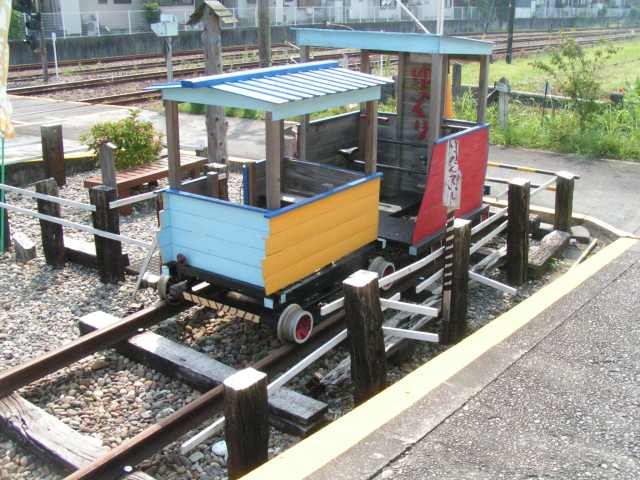
足こぎミニトロッコ（2006年8月）

「本屋」「上り上屋およびプラットホーム」「下り上屋およびプラットホーム」と、敷地内の「揚水機室」「高架貯水槽」が国の登録有形文化財として登録されている。
2025年6月13日のテレビ番組『所さんの学校では教えてくれないそこんトコロ!』において、気賀駅無人化の際に鉄道歴史館に移設された「開かずの金庫」が解錠されたが、中身は殆ど空で、唯一入っていたのは平成16年の自動販売機の設置契約書のみだった。

### のりば
| ホーム | 路線          | 方向 | 行先       |
| ------ | ------------- | ---- | ---------- |
| 1      | ■天竜浜名湖線 | 上り | 掛川方面   |
| 2・3   | ■天竜浜名湖線 | 下り | 新所原方面 |

### 車両基地
駅東側に天竜浜名湖鉄道の車両基地（機関区）を併設しており、夜間滞泊の基地としても使われている。全車が両運転台のディーゼルカーとなった現在でも、蒸気機関車時代の扇形庫と転車台がそのまま使用されている。

### 文化財

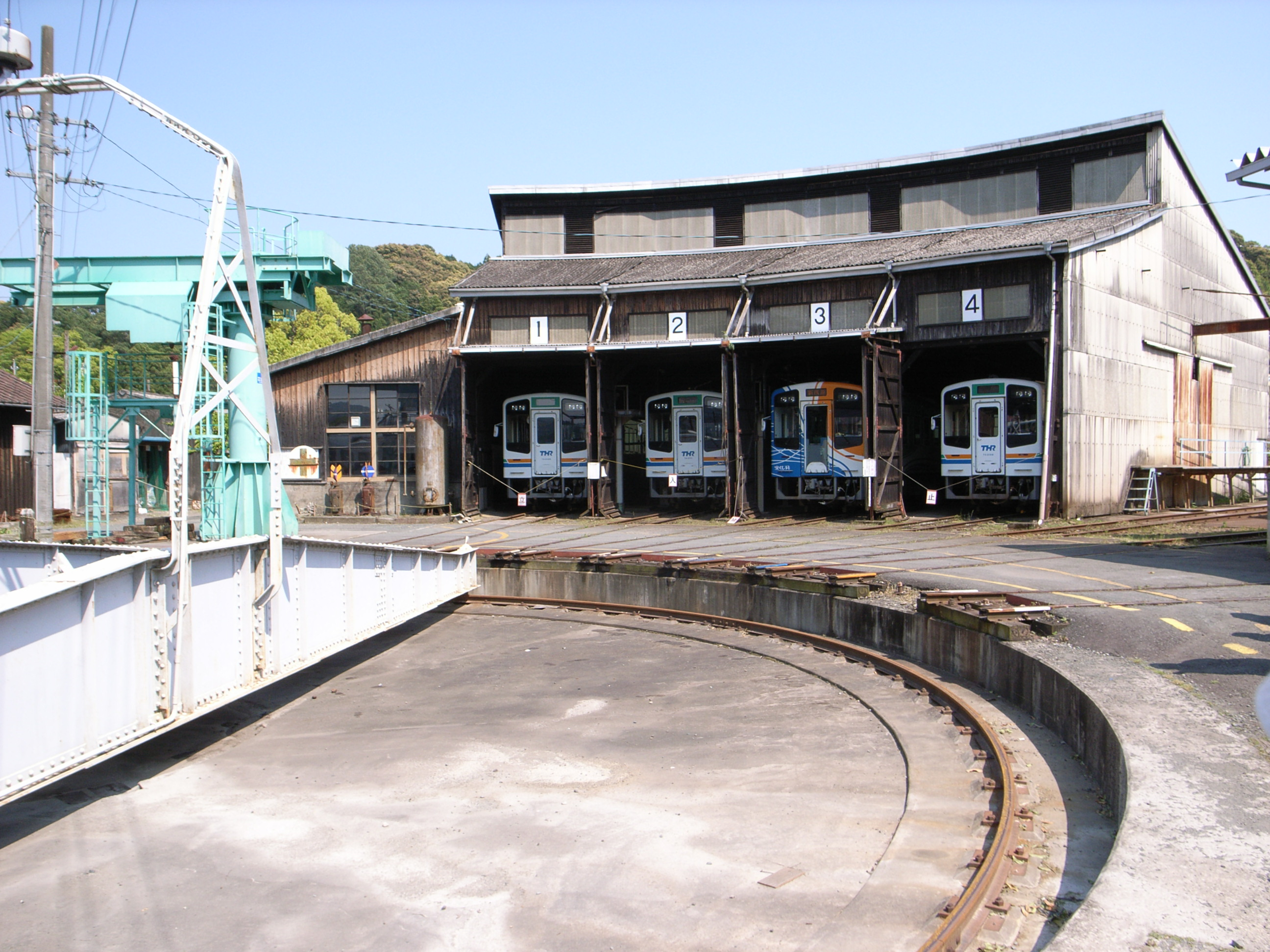
転車台と扇形庫
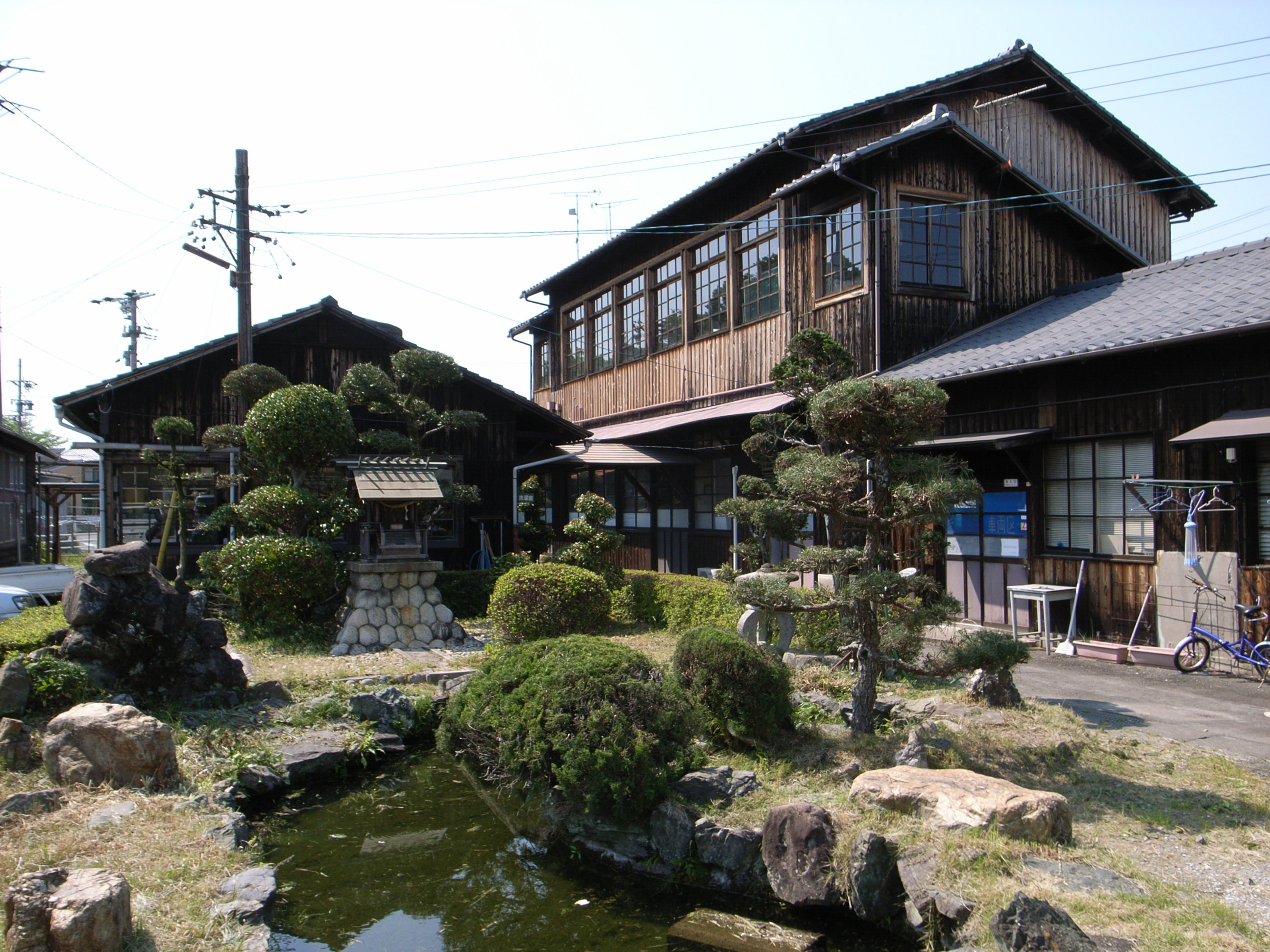
運転区建物群

当駅では以下の施設が文化財などの登録・認定を受けている（車両基地のものも含む）。
登録有形文化財
- 駅本屋[6][16]
- 上り上屋及びプラットホーム[6][17]
- 下り上屋及びプラットホーム[6][18]
- 運転区事務室[19]
- 運転区休憩所[20]
- 運転区浴場[21]
- 運転区揚水機室[6][22]
- 運転区高架貯水槽[6][23]

登録有形文化財・近代化産業遺産
- 機関車転車台[25] - この転車台と車両基地に併設した鉄道歴史館を巡るツアーが開催されている（転車台・鉄道歴史館はツアー以外では見学不可）[3]。
- 機関車扇形車庫[26]

- 転車台と扇形庫
- 運転区建物群

## 駅弁
主な駅弁は下記の通り。
- まいたけ弁当（土曜・休日発売）

## 利用状況
『浜松市統計書』によれば、2006年度の乗車人員は1日平均147人で、天竜浜名湖線の駅の中では10番目。
近年の乗車人員は以下の通りである。
| 乗車人員推移 | 乗車人員推移     |
| 年度         | 一日平均乗車人員 |
| ------------ | ---------------- |
| 2006         | 147              |
| 2007         |                  |
| 2008         | 133              |
| 2009         | 124              |
| 2010         | 113              |
| 2011         | 137              |
| 2012         | 123              |
| 2013         | 117              |
| 2014         | 123              |
| 2015         | 129              |
| 2016         | 129              |
| 2017         | 134              |
| 2018         | 126              |

## 駅周辺

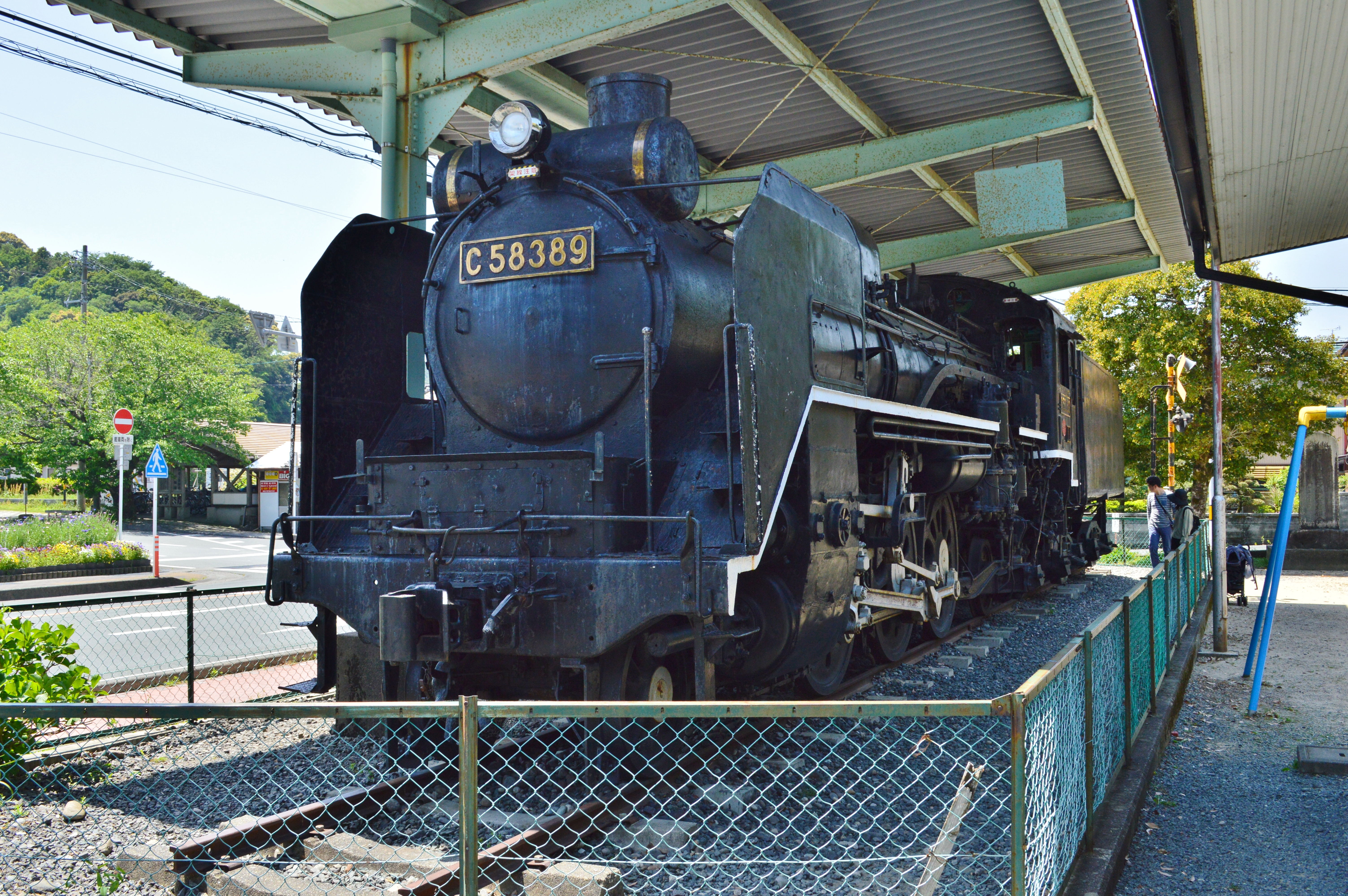
機関車公園のC58 389

天浜線の拠点駅であるが、天竜区の二俣市街地の南東にあり、住宅・商店が点在する程度である。二俣市街地は隣の二俣本町駅の方が近い。
- 天竜警察署
- 機関車公園 - 駅の北側に位置し、蒸気機関車のC58形389号機を静態保存。
- 阿蔵駅前広場 - 旧国鉄キハ20形気動車とナハネ20形寝台客車を展示。
- 浜松市天竜図書館
- 浜松市秋野不矩美術館

### バス路線
遠鉄バスの「天竜二俣駅」停留所があり、進行方向により駅前ロータリーまたは駅前の道路上にのりばがある。
駅前ロータリー：30磐田天竜線　二俣・山東行き
駅前道路上：30磐田天竜線　ららぽーと磐田（一部便は経由無し）・磐田駅行き

## 隣の駅
天竜浜名湖鉄道
■天竜浜名湖線
上野部駅 - 天竜二俣駅 - 二俣本町駅